# Onthophagus platypus
Onthophagus platypus är en skalbaggsart som beskrevs av Zhang 1997. Onthophagus platypus ingår i släktet Onthophagus och familjen bladhorningar. Inga underarter finns listade i Catalogue of Life.